# Ивановка (Тюкалинский район)
Ивановка — деревня в Тюкалинском районе Омской области. Входит в состав Валуевского сельского поселения.

## История
В 1928 году состояла из 96 хозяйств, основное население — русские. Центр Ивановского сельсовета Тюкалинского района Омского округа Сибирского края.

## Население
| 1926 | 2010 |
| ---- | ---- |
| 498  | ↘76  |